# 今村奈良臣
今村 奈良臣（日语：／ Imamura Naraomi */?，1934年4月1日—2020年2月28日），日本农业经济学家，东京大学名誉教授。

## 生平
1934年生于大分县。1957年毕业于东京大学农学部农业经济学专业。1963年完成博士课程，1964年以《农林国家经费研究》获农学博士学位。1968年开始担任信州大學人文学部助教授。1974年开始担任东京大学农学部助教授，1982年晋升教授。1984年至1985年在美国威斯康星大学做访问学者。1994年从东京大学退休，成为名誉教授，返聘为日本女子大学教授，2002年退休。
2020年2月28日因肺炎逝世，终年85岁。

## 贡献
今村奈良臣最早提出“第六产业”和“六次产业化”理念。“六次产业化”是通过鼓励农业生产者搞多种经营，发展农产品加工业等农资制造业、农产品和农资流通业等服务业以及农业旅游业，形成集农产品生产、加工、销售、服务于一体的链条。由于一、二、三之和、之积均等于六，因此称之为“第六产业”。